# Seemannia gymnostoma
Seemannia gymnostoma är en tvåhjärtbladig växtart som först beskrevs av August Heinrich Rudolf Grisebach, och fick sitt nu gällande namn av Toursark.. Seemannia gymnostoma ingår i släktet Seemannia och familjen Gesneriaceae. Inga underarter finns listade i Catalogue of Life.